# Marienthaler THC
Der Marienthaler THC ist ein Tennis- und Hockeyclub aus dem Osten Hamburgs. Der knapp 800 Mitglieder zählende Verein entstand am 6. März 1929 durch die Fusion des 1900 gegründeten Wandsbeker Lawn Tennis und Eislauf Verein mit dem 1904 gegründeten Marienthaler Hockey Verein. Das rund 60.000 m2 große Clubgelände befindet sich seit 1956 direkt östlich hinter der Horner Rennbahn.

## Tennis
Die Tennisabteilung mit mehreren Erwachsenen- und Jugendmannschaften verfügt über 14 Aschenplätze und eine vereinseigene Tennishalle mit zwei Indoorplätzen.

## Hockey
Der bisher größte Erfolg der Hockeyabteilung stellt das einjährige Gastspiel der ersten Herrenmannschaft in der Hallenhockey-Bundesliga in der Saison 2004/2005 dar. In der Saison 2006–2007 spielte das Team sowohl auf dem Feld als auch in der Halle in der Zweiten Bundesliga. Nach einem radikalen Umbruch mit starker Verjüngung spielt die Mannschaft nach zwei Abstiegen in Folge seit der Feldsaison 2009/2010 in der Oberliga. Auf dem Feld spielen die Herren mittlerweile in der Regionalliga.
In der Halle spielte die Mannschaft bis 2017 in der Zweiten Bundesliga Nord. 2022 gelang nach fünf Jahren der Wiederaufstieg in die Zweite Hallen-Bundesliga.
Seit 2008 spielen die Damen sowohl in der Halle als auch auf dem Feld in der Regionalliga Nord. In der Feldsaison 2009/2010 schaffe die erste Damenmannschaft des MTHC den Aufstieg in die Zweite Bundesliga, wo sie den Klassenerhalt für ein weiteres Jahr in der Zweiten Bundesliga erreicht haben. 2023 gelang den 1. Damen der Wiederaufstieg in die 2. Bundesliga. Somit spielen beide Leistungsmannschaften seit 2023 wieder in der Halle in der 2. Bundesliga. Auf dem Feld spielen die Damen in der Oberliga mit starken Aufstiegschancen in die Regionalliga.
Die Jugendmannschaften des Marienthaler THC sind in allen Ligen vertreten.
Der MTHC verfügt über einen 1995 fertiggestellten Kunstrasenplatz mit Flutlicht und einem sich im Bau befindlichen 3/4 Kunstrasenplatz. Auf dem Gelände befindet sich auch das Haus des Hamburger Tennis-Verbands.

## Belege
1. ↑  „Unsere 1. Hockeyherren sind wieder erstklassig“, auf mthc.de, abgerufen am 15. Mai 2022.

Koordinaten: 53° 33′ 37″ N, 10° 5′ 20″ O